# António Óscar de Fragoso Carmona

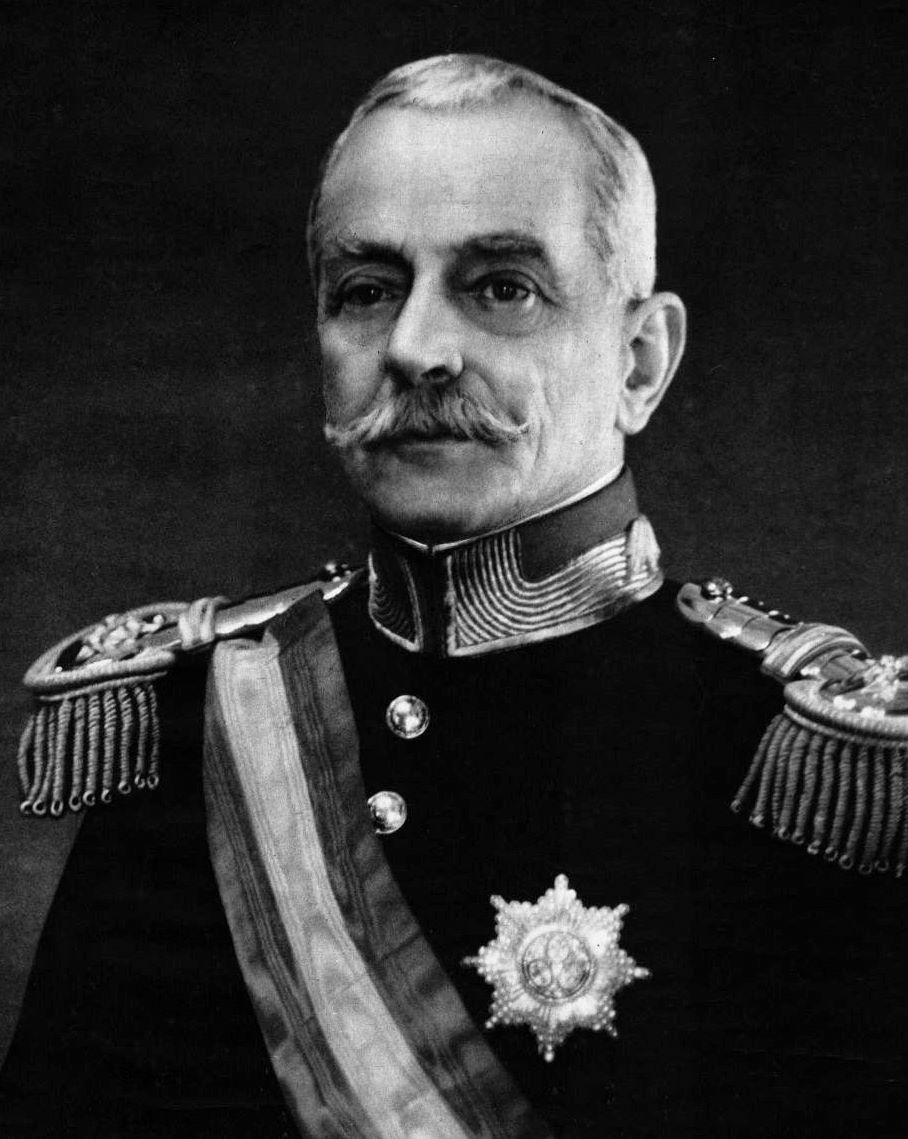
António Óscar de Fragoso Carmona (1942)

António Óscar de Fragoso Carmona [ɐ̃ˈtɔniw ˈɔʃkaɾ dɨ fɾɐˈɣozu kaɾˈmonɐ] (* 24. November 1869 in Lissabon; † 18. April 1951 ebenda) war von 1926 bis 1951, de facto nur bis 1932, Präsident Portugals.
Carmona wurde in der königlichen portugiesischen Militärakademie ausgebildet, die er 1888 abschloss. Bis 1922 war er zum General aufgestiegen, 1923 Kriegsminister.
Im Jahr 1926 nahm Carmona am Staatsstreich von General Manuel de Oliveira Gomes da Costa teil, welcher die republikanische Regierung stürzte. Danach wurde Carmona vom 3. Juni bis zum 6. Juli 1926 portugiesischer Außenminister.
Am 9. Juli 1926 wurde Gomes da Costa von Carmona mit einer erneuten Militärrevolte gestürzt und Carmona als Premierminister und Staatspräsident Portugals eingesetzt. Er bekam diktatorische Vollmachten und ließ sich per Volksentscheid 1928 zum Präsidenten auf Lebenszeit wählen. Im Jahr 1932 übergab er die Regierungsgeschäfte an António de Oliveira Salazar, welcher bis dahin sein Finanzminister gewesen war.